# Lockheed Martin KC-130 Hercules
Lockheed Martin KC-130 es la designación básica para una familia de aviones cisterna de alcance extendido derivados del avión de transporte C-130 Hercules modificados para realizar reabastecimiento en vuelo. El KC-130J es la última variante operada por el Cuerpo de Marines de los Estados Unidos, con 38 entregados de 47 ordenados. Reemplazó a las variantes más viejas KC-130F y KC-130R, mientras que de las unidades de la reserva del Cuerpo de Infantería de Marina aún operan 28 aeronaves de la versión KC-130T.

## Desarrollo
El KC-130F realizó su primer vuelo de pruebas en enero de 1960 con la designación de GV-1 en el antiguo sistema de designaciones de la  Armada y entró en servicio en 1962. El KC-130F fue diseñado para realizar misiones de reabastecimiento en vuelo en apoyo de las aeronaves del Cuerpo de Marines de los Estados Unidos. Fue desarrollado a partir del Lockheed C-130 Hercules.
El Hercules más nuevo, el KC-130J, comparte un 55 por ciento del fuselaje con los modelos que lo anteceden, pero en realidad es una aeronave con muchas mejores prestaciones. Está basado en el Lockheed Martin C-130J Super Hercules y proporciona un significativo incremento en la capacidad operacional y márgenes operacionales sobre las aeronaves KC-130F/R que lo preceden. Adicionalmente, el KC-130J reduce el costo operativo mediante el uso un sistema más confiable y de una reducción en las horas-hombre por hora de vuelo necesarias para realizar mantenimiento.
Los nuevos aviones cisterna HC-130J para rescate de combate y MC-130J para operaciones especiales son derivados del diseño básico del KC-130J.
El desarrollo tecnológico ha llevado a la incorporación de iluminación compatible con visión nocturna interior y exterior, pantalla de visualización frontal para anteojos de visión nocturna, sistema de posicionamiento global y radios resistentes a las interferencias. Algunos KC-130 también están equipados con sistemas electrónicos defensivos y de contramedidas infrarrojas.

## Diseño

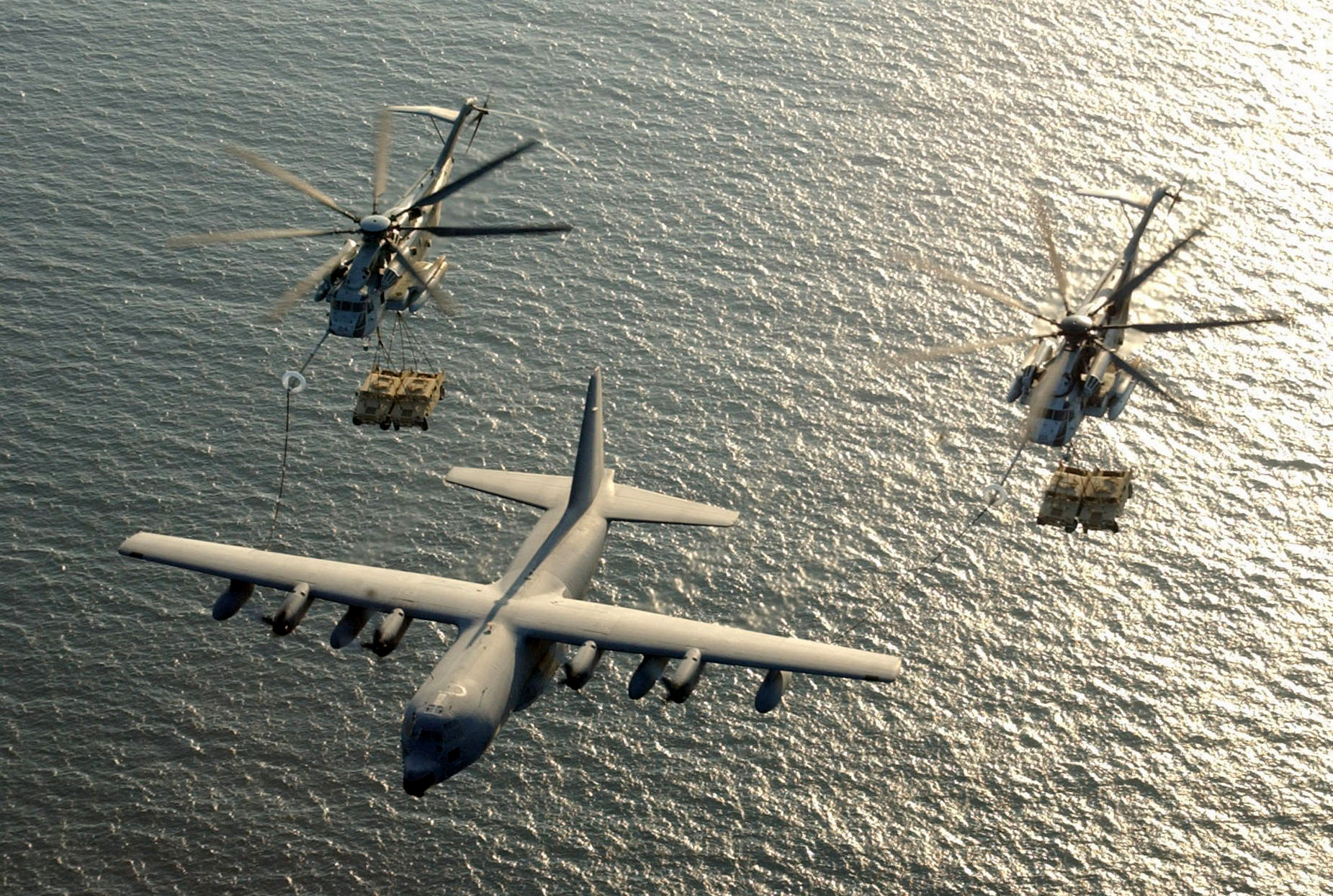
Aparatos KC-130 y CH-53E del Cuerpo de Marines de los Estados Unidos volando sobre el Golfo de Adén, 2003.

El KC-130 es un avión de transporte y avión cisterna multirol y multimisión táctico que proporciona el apoyo de reabastecimiento en vuelo requerido para las aeronaves del Cuerpo de Marines de los Estados Unidos. Esta aeronave provee reabastecimiento en vuelo tanto para aviones tácticos como para helicópteros dentro de un radio de operación de 500 millas náuticas (926 km), así como el reabastecimiento rápido en tierra cuando se requiera. Tareas adicionales son la entrega aérea de tropas y carga, reabastecimiento de emergencia en zonas de aterrizaje sin mejorar dentro del objetivo o área de batalla, evacuación médica de emergencia, inserción táctica de tropas de combate y equipos, y misiones de evacuación.

### KC-130J
El KC-130J ofrece una capacidad de descarga de combustible de 57 500 lb (26 082 kg) usando tanques de ala y externos mientras se encuentra volando. El KC-130 está equipado con un tanque de combustible de aluminio removible de 13 627 litros (3600 galones) que es llevado al interior del compartimiento de carga proporcionando combustible adicional cuando se necesite. El avión está preparado para entregar combustible a aeronaves de alas fijas o giratorias usando la norma de sonda-cesta.
Cada uno de los tanques de reabastecimiento de sonda y cesta (fabricados por la empresa Sargent Fletcher) puede transferir hasta 1136 litros (300 galones) por minuto a dos aeronaves simultáneamente para tiempos de ciclo rápidos de formaciones de múltiples aeronaves (una típica formación de cuatro aviones cisterna se demora menos de 30 minutos en realizar este proceso). Cuando se necesita más combustible, se pueden traspasar 24 392 libras (11 064 kg) adicionales de combustible desde un tanque instalado al interior del fuselaje especialmente configurado. El sistema también funciona sin el tanque del fuselaje, de tal forma que el compartimento de carga puede ser usado para transportar carga durante la misma misión, dándole a la aeronave incluso mayor flexibilidad.
El KC-130J permite el reabastecimiento rápido en tierra de combustible a helicópteros, vehículos y depósitos de combustible a una velocidad de 4018 libras (1823 kg) por minuto. El avión tiene una característica única de sus hélices (conocida como «modo hotel»), lo que le permite desacelerar sus hélices (hasta un 25 % de su velocidad de rotación normal) mientras que las turbinas continúan funcionando y bombeando combustible. Esta reducción de la velocidad de las hélices ayuda a eliminar el flujo de aire lanzando hacia la parte trasera del KC-130J, permitiendo que el personal terrestre opere en un ambiente de relativa calma mientras el avión descarga hasta 2271 litros por minuto (600 galones).
El Cuerpo de Marines escogió el avión cisterna KC-130J para reemplazar su envejecida flota de aviones cisterna KC-130F. El nuevo KC-130J ofrece una utilidad aumentada y una muy necesaria mejora en el desempeño de misiones. Como un multiplicador de la fuerza, el avión cisterna del modelo J es capaz de reabastecer de combustible a aeronaves de alas fijas y alas rotatorias, así como de proveer reabastecimiento de combustible rápido en tierra. Los límites de velocidad para el reabastecimiento en vuelo de combustible han sido ampliados desde los 100 nudos (185 km/h) hasta los 270 nudos (500 km/h) de velocidad aérea indicada, ofreciendo mucha mayor capacidad y flexibilidad. Las tasas de descarga por contenedor de reabastecimiento de combustible pueden alcanzar hasta los 1136 litros por minuto (300 galones) en forma simultánea. La capacidad de combustible para reabastecimiento del KC-130J es significativamente mayor que la de los otros aviones cisterna Hercules. Por ejemplo, a una distancia de 1852 kilómetros (1000 millas náuticas), el combustible traspasado puede ser más de 45 000 libras (20 412 kg).

### Harvest HAWK

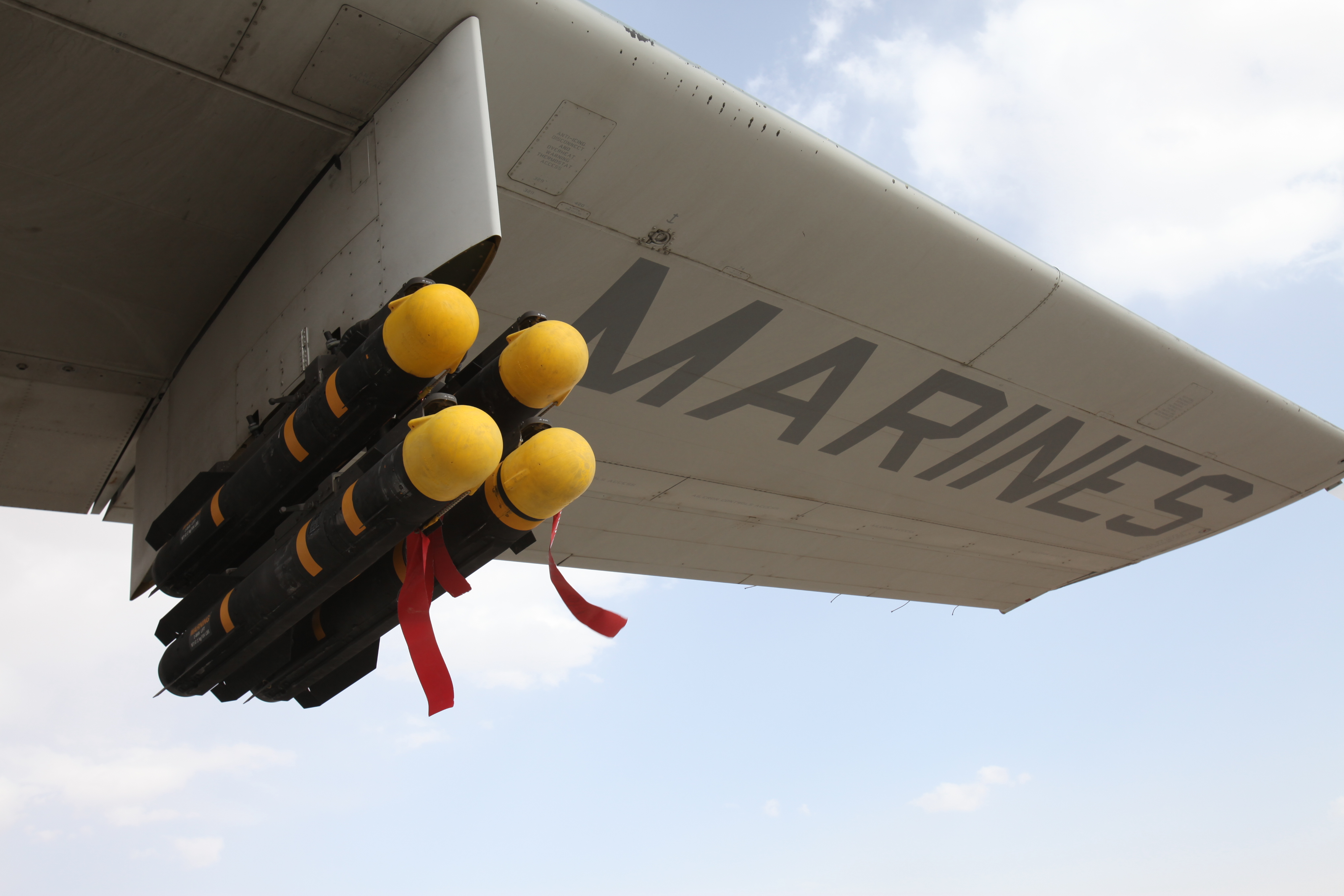
Misiles AGM-114 Hellfire instalados en el ala de un KC-130J.

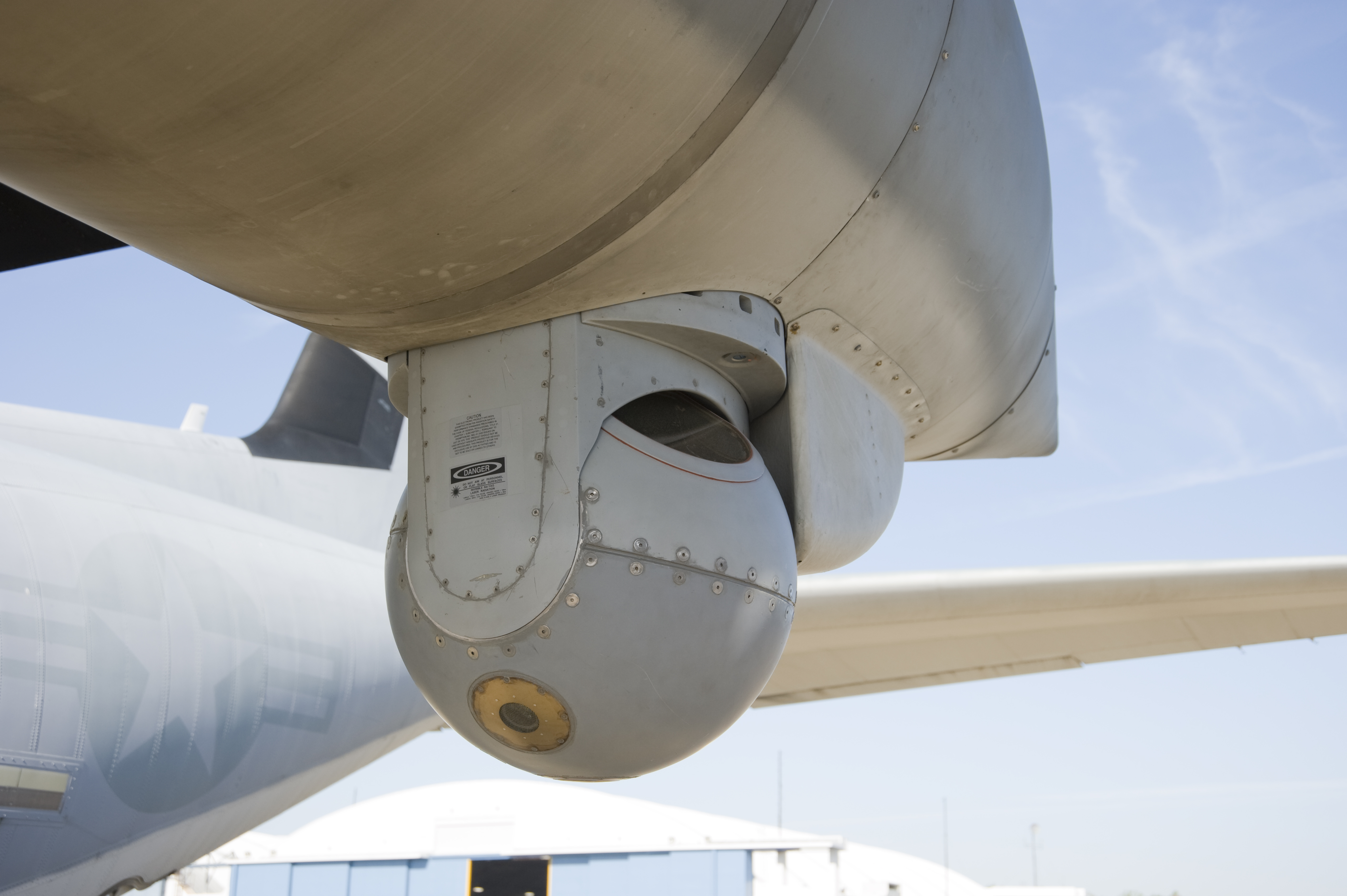
Acercamiento del sensor y mira de blancos montado en el tanque de combustible del ala izquierda.

Con la adición del Equipo de Armas / ISR del Cuerpo de Infantería de Marina, el KC-130J será capaz de servir como una aeronave que proporciona cobertura y puede realizar fuego de apoyo a tierra usando misiles Hellfire o  Griffin, bombas de guiado de precisión y eventualmente fuego con cañones de 30 mm en una actualización posterior. Esta capacidad, denominada "Harvest HAWK" (Hercules Airborne Weapons Kit, en castellano: Equipo de Armas Aerotransportadas del Hércules), puede ser usada donde la precisión no es un requisito, como por ejemplo en misiones de denegación de área.
El Sistema de Mira y Puntería AN/AAQ-30 (en inglés: Targeting Sight System, TSS) integra una cámara infrarroja y de televisión, y se encuentra montada bajo el tanque de combustible del ala izquierda. Es el mismo sistema TSS usado en la actualización de los helicópteros de ataque AH-1Z Viper. La carga bélica típica es de cuatro misiles Hellfire y diez misiles guiados por GPS Griffin. El operador de sistemas de armas usa una consola de control de disparo montada en un pallet de carga estándar localizada en el compartimiento de carga del KC-130J.
El avión retiene sus capacidades originales respecto al reabastecimiento aéreo de combustible y transporte. Todo el sistema puede ser removido en menos de un día si es necesario. El programa de la Fuerza Aérea  MC-130W Dragon Spear usa un concepto similar.
El Cuerpo de Infantería de Marina planea comprar tres kits por cada escuadrón en servicio activo de KC-130J para un total de nueve kits, cada uno de un costo de hasta 22 millones de dólares. Fue probado en vuelo por primera vez el 29 de agosto de 2009 por el VX-20 y se desplegó por primera vez en octubre de 2010 con el VMGR-352.

## Historia operacional

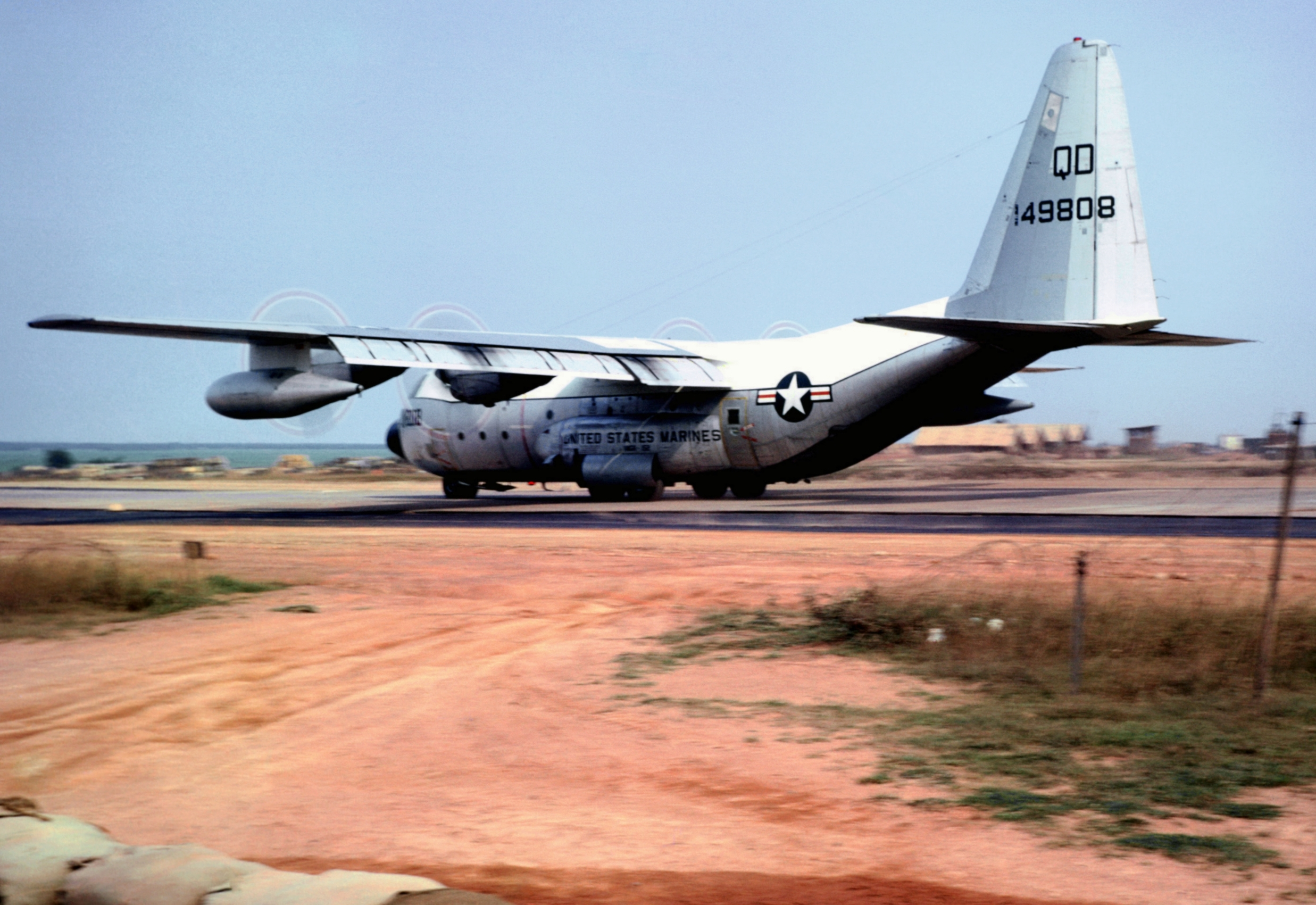
Un KC-130F del VMGR-152 aterrizando en Dong Ha, Vietnam, en el año 1967.

El KC-130 ha apoyado operaciones en la Guerra de Vietnam, la Guerra de las Malvinas —por parte de Argentina—, Operación Desert Shield, Operación Tormenta del Desierto, Operación Enduring Freedom, Guerra de Irak y otras operaciones del Cuerpo de Infantería de Marina en los últimos cincuenta años.
El VMGR-252, acuartelado en Cherry Point, Carolina del Norte, fue el primer escuadrón de la flota en cambiar al KC-130J. Al contrario que la mayoría de los escuadrones militares cuando ellos cambian a una nueva aeronave, el VMGR-252 no dejó de estar activo operacionalmente para entrenar y prepararse para la nueva aeronave. Muy por el contrario, ellos continuaron realizando apoyo a la flota a tiempo completo con sus antiguos Hercules hasta que cambiaron completamente al modelo J. Esta tendencia fue continuada por los otros escuadrones cuando hicieron su transición al KC-130J.
En febrero de 2005, el VMGR-252 realizó su primer despliegue operacional de combate con el KC-130J cuando seis aparatos fueron desplegados a Al Asad, Irak en apoyo de la Operación Iraqi Freedom. Durante ese despliegue el VMGR-252 realizó muchas "primeras veces" con el nuevo modelo J al ejecutar reabastecimiento en vuelo, entrega de cargo y pasajeros, la primera entrega aérea en combate de abastecimientos para cualquier usuario del modelo J (posteriormente ese año la  Fuerza Aérea llevó a cabo entregas aéreas en Afganistán) e iluminación del campo de batalla. El VMGR-252 mantuvo la única presencia de KC-130J durante un año mientras el VMGR-352 recibía y se cambiaba al nuevo modelo J. El ambiente de amenaza semipermisivo y el  grado de avance de los sistemas defensivos del modelo J le permitieron operar sobre el campo de batalla, proporcionando combustible a las aeronaves más cerca de los combates, en vez de permanecer lejos por detrás de la línea del frente de combate en una relativa seguridad. En más de una ocasión las aeronaves del VMGR-252 fueron atacados por insurgentes, de la misma forma que le sucedió a las aeronaves del VMGR-352 durante despliegues posteriores a Irak.
En el año 2006, el VMGR-252 y el VMGR-352 participaron en un destacamento conjunto en Irak y esta forma de trabajo continuó por varios años. En el verano de 2006, el VMGR-252 envió un destacamento de dos KC-130J para apoyar a la 24.ª Unidad Expedicionaria de Marines en el aeródromo de la Real Fuerza Aérea de Akrotiri en Chipre durante el conflicto entre Israel y Líbano ese verano. También durante esa vez el VMGR-252 comenzó un extensivo entrenamiento operacional y desarrollo de tácticas con el nuevo  MV-22 Osprey, refinando los procedimientos de avión cisterna de gran alcance con la nueva aeronave de  rotores basculantes.
En la primavera del 2008, el VMGR-252 nuevamente hizo historia para el KC-130J al proporcionar el destacamento de aviones KC-130J a la 24.a MEU cuando se restableció la presencia del Cuerpo de Marines de los Estados Unidos en Kandahar, Afganistán. Este despliegue experimentó numerosos grandes éxitos para el KC-130J al realizar todas las formas de misiones de la guerra expedicionaria operando rutinariamente desde austeras pistas de aterrizaje de tierra, entrega aérea táctica de suministros y el apoyo logístico tradicional y misiones de reabastecimiento de combustible que son la principal característica del apoyo de los aviones KC-130 de la Infantería de Marina.

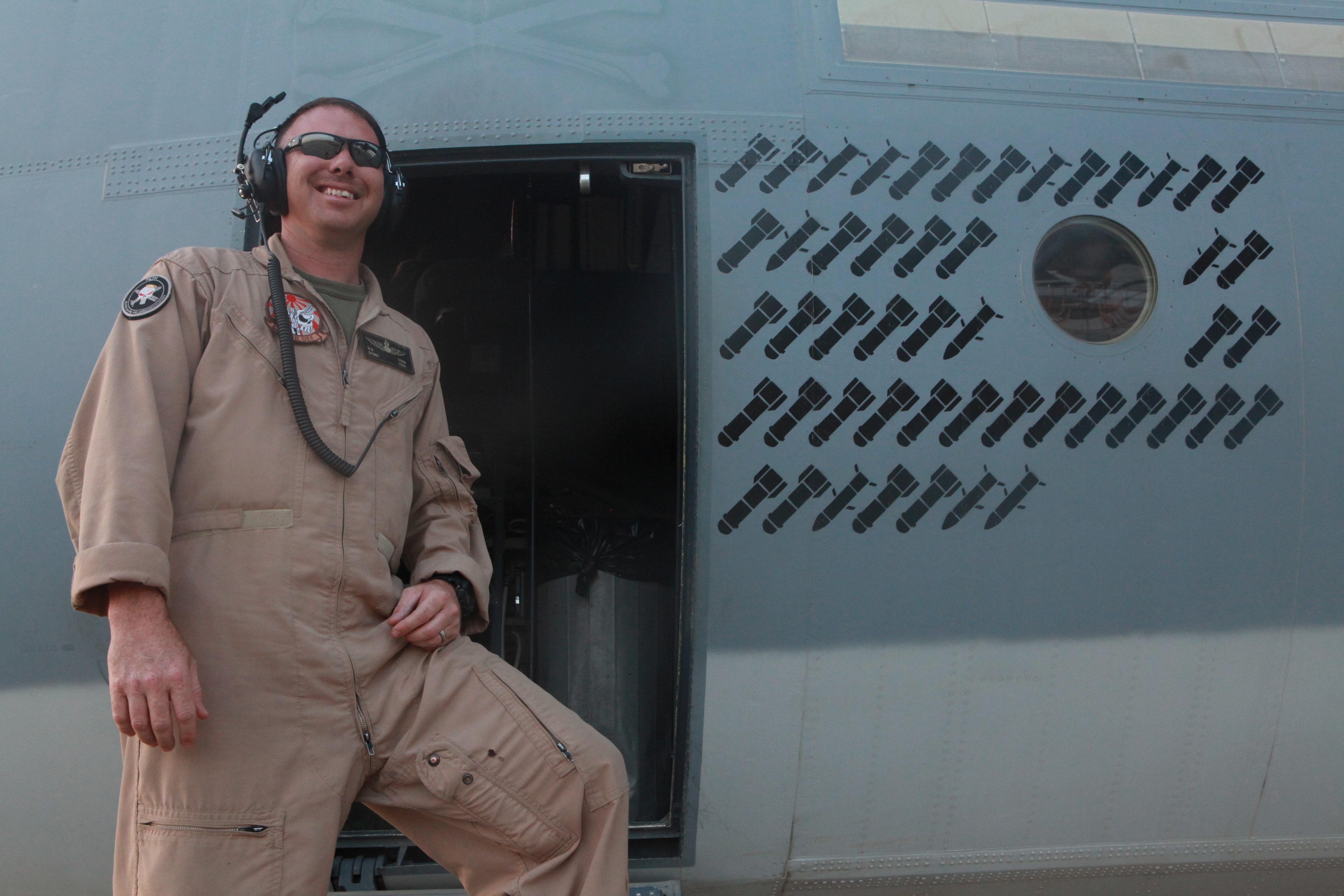
Marcas que indican lanzamiento de armas con el sistema Harvest Hawk del KC-130J en Afganistán en 2011.

Aunque los KC-130J de la Infantería de Marina dejaron Irak, se ha mantenido una presencia continua de la aeronave en Afganistán apoyando la Operación Enduring Freedom, con aviones y tripulaciones aportadas tanto por el VMGR-252 y el VMGR-352 durante diferentes periodos. En mayo de 2009, el escuadrón VMGR-152 basado en Okinawa, conocido como "Sumos", proporcionó dos aviones y las tripulaciones de apoyo para participar en la Operación Enduring Freedom. Este fue el primer despliegue operacional de combate del VMGR-152 desde la Guerra de Vietnam, y desde entonces han mantenido una continua presencia en Afganistán junto al VMGR-352 y al VMGR-252.
Adicionalmente los KC-130J del VMGR-252 y el VMGR-352 han sido desplegados a Yibuti para operar en el Cuerno de África apoyando las operaciones contra terroristas en la región.
Después de las inundaciones en Pakistán de 2010, los KC-130J del escuadrón VMGR-352 entregaron más de 200 000 libras (90 718 kg) de carga por todo Pakistán para apoyar los esfuerzos de socorro después de acaecida dichas inundacions.
Durante octubre de 2010 se comenzó a desarrollar el sistema de armas Harvest Hawk para los KC-130J de la Infantería de Marina para ser desplegados en Afganistán por el 352.o Escuadrón de Transporte y Reabastecimiento en Vuelo de Combustible de la Infantería de Marina (en inglés: Marine Aerial Refueler Transport Squadron 352, VMGR-352). Los primeros usos de este sistema ocurrieron el 4 de noviembre mientras se apoyaba al 3.er Batallón 5.o de Infantería de Marina en Sangin. Un misil  Hellfire fue disparado y cinco insurgentes enemigos fueron muertos. La  evaluación de daños de batalla estableció que no se produjeron bajas civiles o daño a la propiedad durante el combate.
Un KC-130J perteneciente a la 26.ª Unidad Expedicionaria de Marines participó en el rescate de un piloto durante la Operación Odyssey Dawn.

## Componentes del KC-130J
Estados Unidos

### Propulsión
| Sistema      | País                      | Fabricante             | Notas                                                                            |
| ------------ | ------------------------- | ---------------------- | -------------------------------------------------------------------------------- |
| Pod cisterna | Bandera de Estados Unidos | Sargent Fletcher       |                                                                                  |
| Motor        | Bandera de Estados Unidos | Allison Engine Company | 4 × Rolls-Royce AE 2100D3. Empresa estadounidense vendida a Rolls-Royce Holdings |

## Variantes

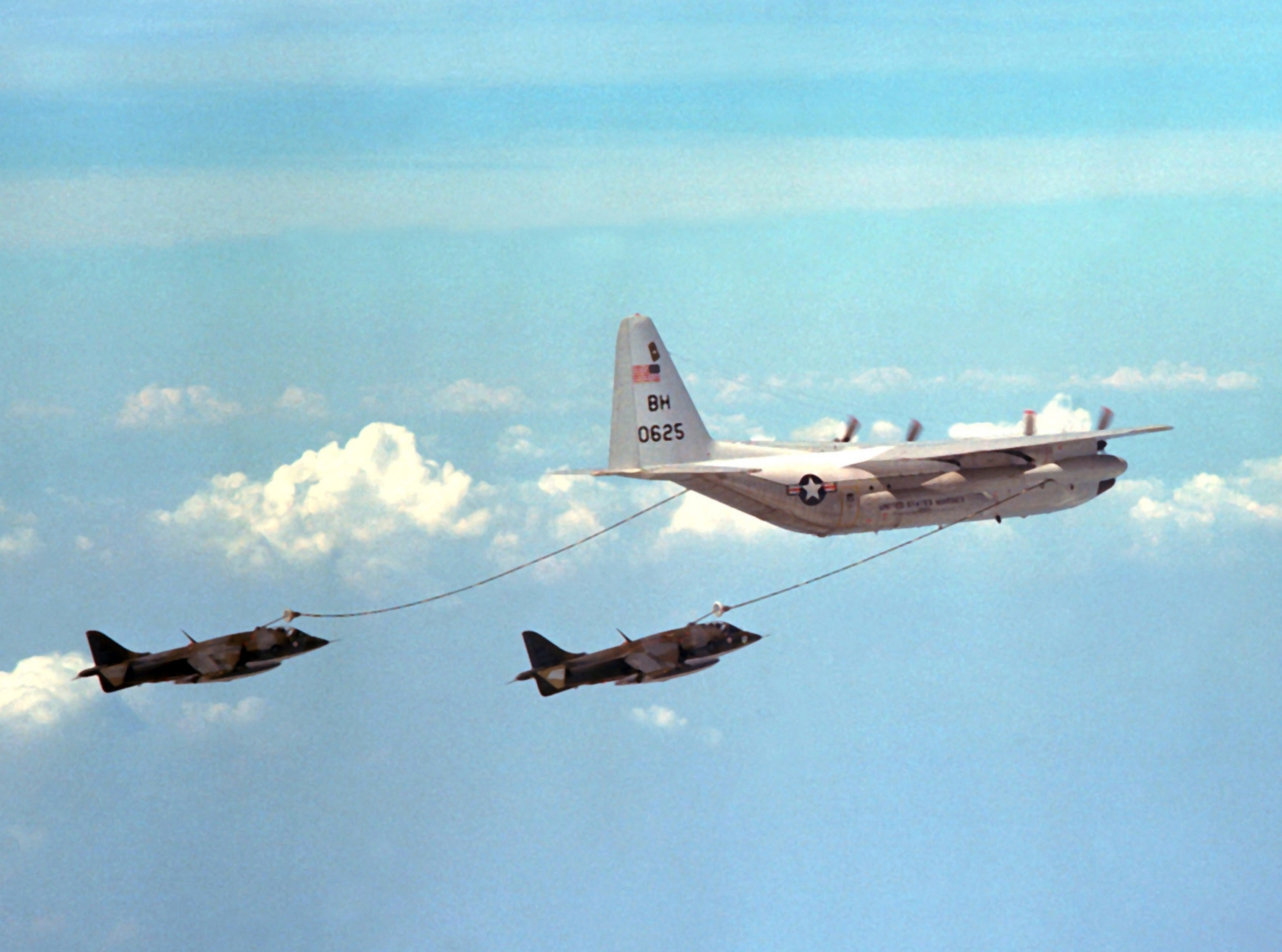
El KC-130R 160625 (ex-USAF 77-0321) del VMGR-252 fue retirado en 2008.

KC-130B
Seis modelos C-130B fueron modificados en tanqueros de reabastecimiento en vuelo. 4 actualmente operando con la Fuerza Aérea de la República de Singapur (los cuatro fueron actualizados al estándar KC-130H), 2 con la Fuerza Aérea del Ejército Nacional de Indonesia.
KC-130F
KC-130B mejorado, 46 construidos
KC-130H
Variante tanquera del C-130H, 33 construidos
KC-130R
14 aeronaves que pertenecían a la Fuerza Aérea de Estados Unidos al Cuerpo de Marines de los Estados Unidos.
KC-130T
Variante del C-130H, 28 construidos
KC-130T-30
Variante del C-130H-30, 2 construidos
KC-130J
Variante del C-130J

## Operadores

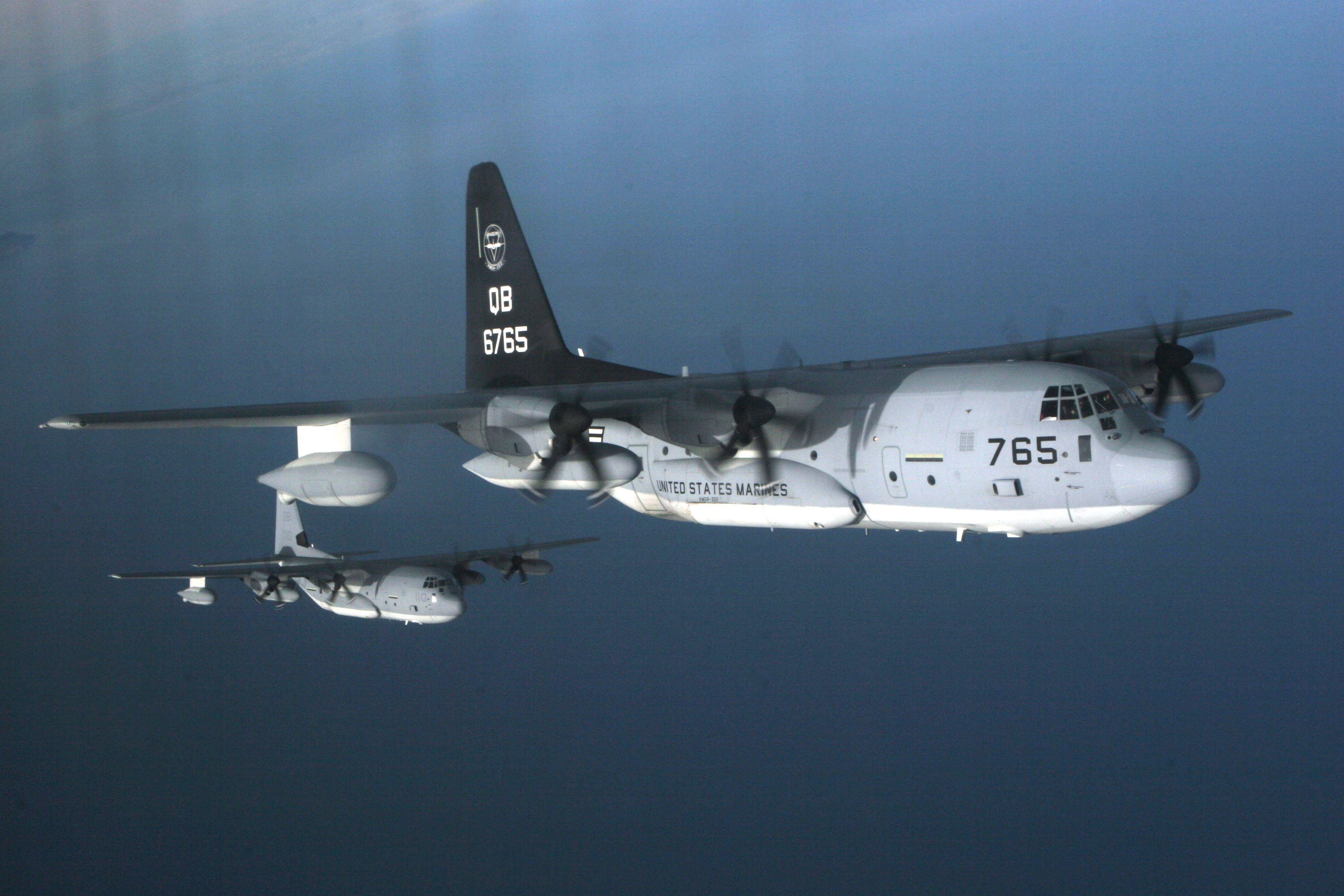
Dos KC-130J del VMGR-352 durante un ejercicio de entrenamiento en febrero de 2007.

Argentina – Fuerza Aérea Argentina
- Grupo I de Transporte Aéreo, Escuadrón I C-130 - Base aérea de  El Palomar, dos KC-130H

 Brasil – Fuerza Aérea Brasileña
- 1º/2ºGT (1º Esquadrão do 2º Grupo de Transporte) – Base de la Fuerza Aérea de Galeão, dos KC-130H

 Perú – Fuerza Aérea del Perú
Grupo Aéreo N.º 8 –  Base Aérea del Callao, Dos KC-130H Tanker modernizados recientemente adquiridos al Ejército del Aire de España.
 Chile – Fuerza Aérea de Chile
Grupo N°10 –  Base Aérea Pudahuel, tres KC-130R. 
 Malasia - Real Fuerza Aérea de Malasia
- 4 KC-130T en servicio

 Canadá – Real Fuerza Aérea Canadiense
- 435.o Escuadrón de Transporte y Rescate opera 5 KC-130H designado como CC-130H(T)

 Israel – Fuerza Aérea de Israel
- 103.er Escuadrón "Elephants" en  Nevatim KC-130H
- 131.er Escuadrón "Yellow Bird" en  Nevatim KC-130H

 Italia –  Fuerza Aérea Italiana
- 46 Brigata Aérea, 2 Gruppo – Pisa-San Giusto opera 7 C-130J convertidos desde KC-130J, 1 perdido al estrellarse

 Japón - Fuerza Marítima de Autodefensa de Japón
- Japón compró seis aeronaves KC-130R que fueron retirados y están almacenados. Ello están siendo reequipados con un nuevos soportes de tren de aterrizaje, soportes de puertas de carga, accesorios arco iris para el ala central y reparaciones de corrosión. En adición a las modificaciones estructurales, los japoneses recibirán 30 motores T56-A-16 reparados y mejoras digitales a la cabina de vuelo incluyendo un GPS digital. La regeneración se inició en noviembre de 2012 y se completarán para el otoño de 2013. La JMSDF planea usar el avión para movimiento de tropas y carga, esfuerzos humanitarios, transporte de líderes superiores y evacuaciones médicas.

 Indonesia – Fuerza Aérea del Ejército Nacional de Indonesia
- Skadron Udara 32 opera 2 KC-130B

 Kuwait – Fuerza Aérea de Kuwait
- 3 KC-130J ordenados con una opción de comprar tres más

 Libia -  Fuerza Aérea de Libia
- 7 ordenados

 Marruecos – Real Fuerza Aérea Marroquí
- Opera 2 aeronaves KC-130H este al estar llegando al final de su vida útil se están barajando distintas opciones para sustituirlo como el Boeing KC-46 y el Airbus A330 MRTT

 Arabia Saudita – Real Fuerza Aérea Saudí
- 32 Escuadrón basado en la Base Aérea Prince Sultan (KC-130H)
- 5 KC-130J ordenados

 Singapur – Fuerza Aérea de la República de Singapur
- 122 Squadron opera 4 KC-130B y 1 KC-130H. Actualizados por ST Aerospace con una nueva cabina de cristal, equipamiento  aviónico y sistema de gestión de vuelo que hacen que el avión cumpla con el estándar administración de tráfico aéreo global (en inglés: Global Air-Traffic Management, GATM). También los KC-130B recibirán una unidad de energía auxiliar y un  sistema de control ambiental que serán comunes con los usados en los C-130H.

 Uruguay – Fuerza Aérea Uruguaya
- Escuadrón Aéreo n.º 3 de la Fuerza Aérea Uruguaya 2 KC-130H adquiridos al Ejército del Aire (España) en el año 2020.

 Estados Unidos – Cuerpo de Marines de los Estados Unidos
Escuadrones en servicio activo:
- VMGR-152 KC-130J opera 15 KC-130J
- VMGR-252 KC-130J opera 15 KC-130J
- VMGR-352 KC-130J opera 14 KC-130J

Escuadrones de reserva:
- VMGR-234 opera 14 KC-130T
- VMGR-452 opera 14 KC-130T

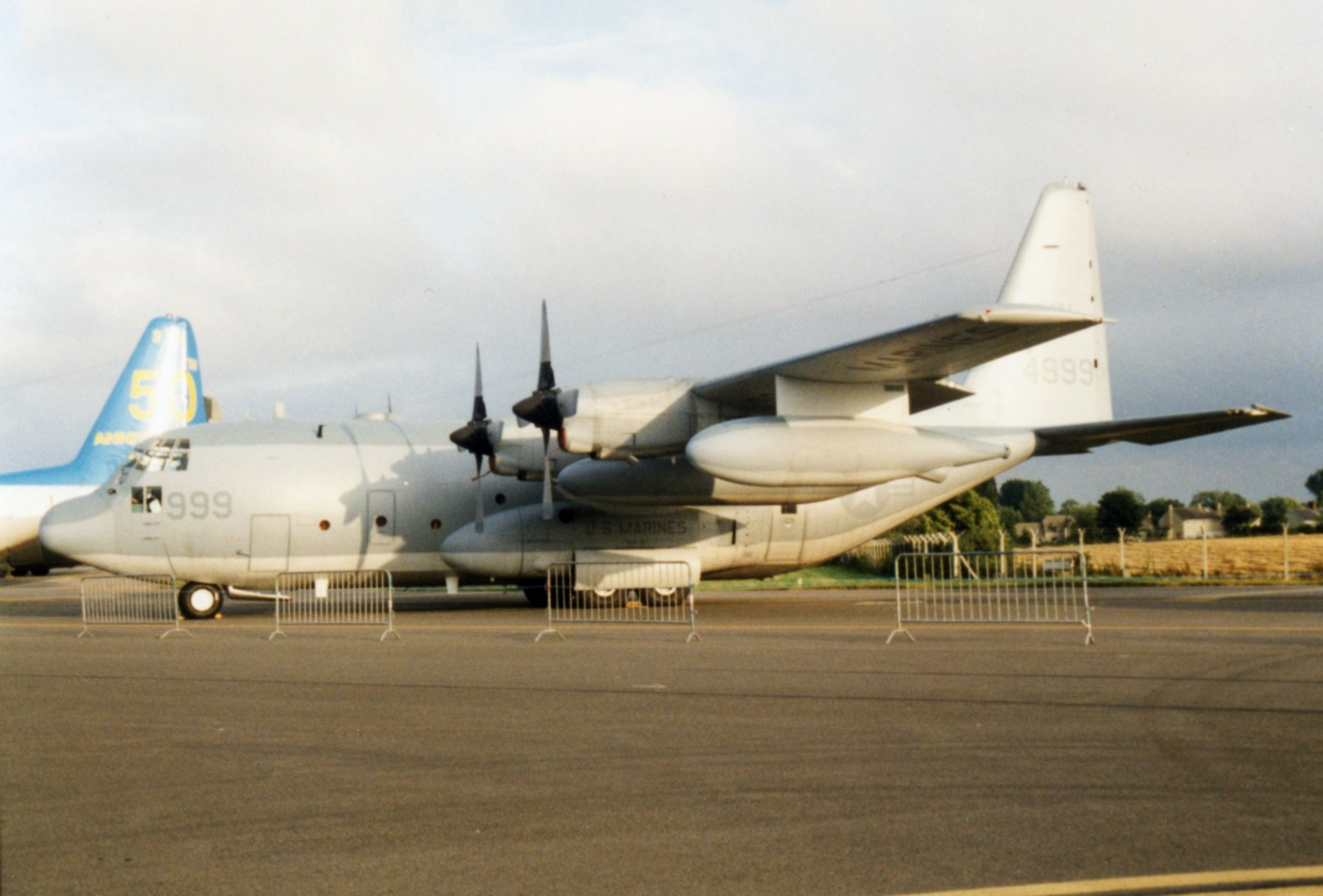
El KC-130T aún está en servicio con la reserva del Cuerpo de Infantería de Marina, aquí en el VMGR-452.

 Estados Unidos – Armada de Estados Unidos
- VX-20, un escuadrón combinado de la Armada de Estados Unidos / Cuerpo de Marines de los Estados Unidos, opera 1 KC-130J usado para pruebas y evaluación, y 3 KC-130R para reabastecimiento de aeronaves de la Armada y de la Infantería de Marina realizando pruebas en Patuxent River.
- VX-30 opera 3 KC-130F para el reabastecimiento de aeronaves de la Armada y de la Infantería de Marina realizando pruebas en la Estación Aérea Naval de Point Mugu; también los KC-130F realizan limpiezas del polígono y vigilancia de seguridad..   España también tiene 7 unidades

## Especificaciones (KC-130J)
Referencia datos: Hoja de datos del Lockheed Martin KC-130J Super Tanker.

### Características generales
- Tripulación: 4 (dos pilotos, un jefe de tripulación y un jefe de carga son la tripulación mínima)
- Capacidad:

- 92 pasajeros o
- 64 paracaidistas o
- 6 palets o
- 74 camillas con 2 tripulantes médicos o
- 2–3 Humvees o un  transporte de personal blindado M113

- Carga: 19 056 kg (41 999,4 lb)
- Longitud: 97 pies 9 pulgadas, 29,79 m (para el C-130J-30: 112 pies, 9 pulgadas, 34,69 m)
- Envergadura: 40,4 m (132,6 ft)
- Altura: 11,8 m (38,8 ft)
- Superficie alar: 162,1 m² (1744,9 ft²)
- Peso vacío: 34 274 kg (75 539,9 lb)
- Peso útil: 33 000 kg (72 732 lb)
- Peso máximo al despegue: hasta 175 000 libras (79 378 kg); normal 155 000 libras (70 305 kg)
- Planta motriz: 4× turbohélice Rolls-Royce AE 2100D3.
  - Potencia: 3458 kW (4637 HP; 4701 CV) cada uno.
- Hélices: 1× 6 palas compuestas Dowty R391 por motor.

### Rendimiento
- Velocidad máxima operativa (Vno): 671 km/h (417 MPH; 362 kt)
- Velocidad crucero (Vc): 643 km/h (400 MPH; 347 kt)
- Alcance: 5250 km (2835 nmi; 3262 mi)
- Techo de vuelo: 8534 m (28 000 ft) con 19 t (42.000 libras) de carga
- Distancia de despegue: 953 m (3.127 pies) con 70.300 kg (155.000 libras) de peso bruto, 427 m con 36.300 kg de peso bruto.[25]

### Armamento
- Puntos de anclaje: 4 ,2 la derecha/izquierda del ala (derecha o izquierda según la posición del ala) para cargar una combinación de:    
  - Misiles: 24 hellfires montados de 4 en 4

 el armamento es opcional , solo se puede configurar a Harvest HAWK en la versión "j"